# Cortinaire citron
Cortinarius limonius
Espèce
Cortinarius limonius, connu sous le nom vernaculaire de cortinaire citron est une espèce toxique de champignons basidiomycètes du genre Cortinarius dans la famille des cortinariacées.

## Synonymes
Telamonia limonia (Fries) Wunsche (1877) un synonyme courant pour cette espèce de champignon.
On le retrouve également via les synonymes : 
- Flammula limonia (Fries) P. Kummer (1871)[2]
- Agaricus limonius Fries (1818)[2]
- Agaricus kermesinus Holmskjold (1799)[3]
- Gomphos limonius (Fries) Kuntze (1891)[3]
- Cortinarius tophaceus sensu Quél[4].

## Description

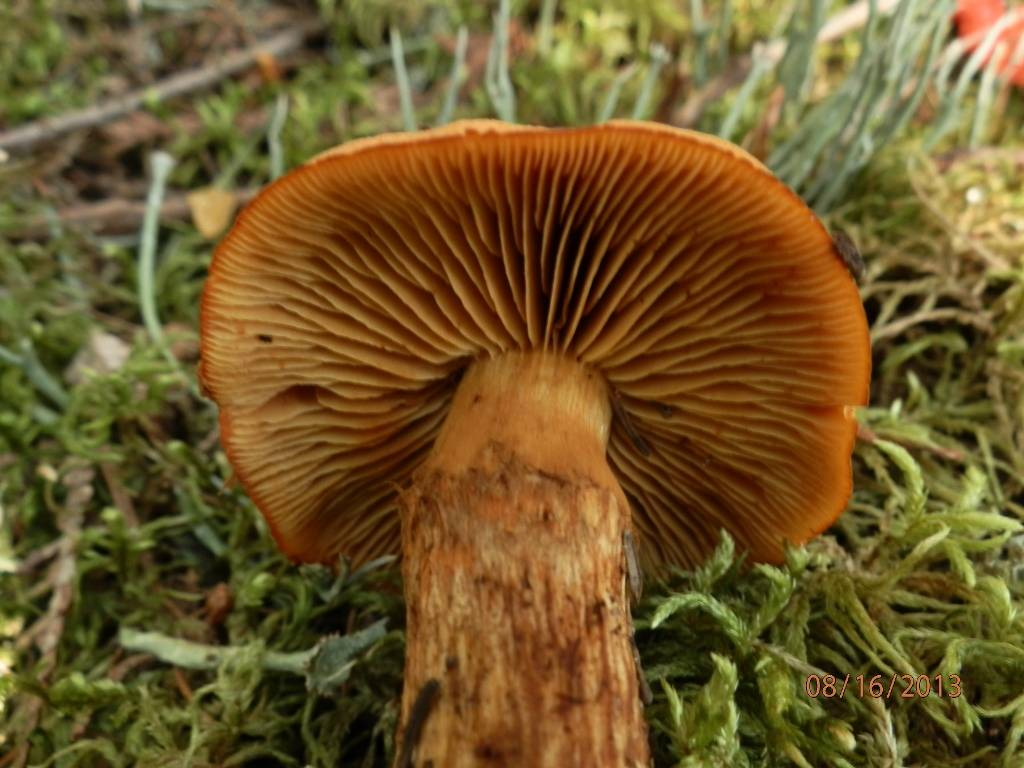
Lames rouilles d'un cortinaire citron

Le chapeau du sporophore mesure généralement entre 2 et 8 cm de diamètre. Il s'agit d'un champignon hygrophane; il présente ainsi une couleur orange, fauve voir brune lorsqu'il est humide et jaune lorsqu'il est sec. Il est de forme hémisphérique avant de passer de convexe à étalé,.
Le stipe, de forme cylindrique mesure en moyenne entre 2 et 8 cm de haut. Il présente de la cortine jaune orangée ainsi qu'une absence d'anneau.
Les lames du cortinaire citron sont annexées au stipe. Elles sont subcloses et non marginées. Elles sont initialement jaune-orangé avant de prendre une couleur brun rouille avec l'âge.
Ce champignon présente une chair dense de couleur jaune pâle à légèrement orange, sans odeur distincte.
Il fructifie entre septembre et octobre.

## Habitat et répartition

Répartition de Cortinarius limonius en Europe

Le cortinaire citron est un champignon grégaire dont l'observation est plutôt rare. Il se développe sous les conifères, comme les sapins, les épinettes noires ou les épicéas et parfois sous quelques feuillus. On le retrouve également dans la mousse humide, la sphaignes ou les pessières à myrtilles. Ce champignon apprécie les sols acides,.
Cortinarius limonius est présent dans l'Hémisphère Nord, plus précisément en Europe, ainsi qu'au Canada et aux États-Unis.

### Menaces
Le cortinaire citron est classé comme étant une espèce presque menacée en Grande-Bretagne. Il est classé comme vulnérable en République Tchèque.

## Toxicité
Pour un article plus général, voir Intoxication aux champignons.
Ce champignon à la toxicité importante est considéré comme potentiellement mortel. La toxicité est variable selon les sujets et les situations, l'apparition de symptômes d'intoxication et le décès n'étant pas systématiques. Il est cependant impératif de s'abstenir de consommer le cortinaire citron, quelle que soit la situation.

### Symptômes
Les symptômes, que ce champignon provoque, occasionnent le syndrome orellanien. Ils débutent environ 24 heures après l'ingestion, et évoluent après une à trois semaines en une insuffisance rénale aiguë,. Sans traitement, ce type d'intoxication peut occasionner la mort.

## Espèces proches et confusions
Cortinarius limonius peut être difficile à distinguer de Cortinarius rubellus, un champignon pouvant être mortel.
Il est également similaire à Cortinarius neocallisteus. Ce dernier présente cependant un pied plus bulbeux et une abondance moindre de cortine.